# 圣佩朗
圣佩朗（法語：Saint-Péran，法語發音：[sɛ̃ peʁɑ̃]）是法国伊勒-维莱讷省的一个市镇，属于雷恩区。

## 地理
圣佩朗（48°3'18"N, 2°3'22"W）面积9.37 平方千米，位于法国布列塔尼大區伊勒-维莱讷省，该省份为法国西北部沿海省份，位于布列塔尼半岛东部，北濒大西洋，西接阿摩尔滨海省和莫尔比昂省，南至大西洋卢瓦尔省，西南端接曼恩-卢瓦尔省，东临马耶讷省，东北与芒什省接壤。
与圣佩朗接壤的市镇（或旧市镇、城区）包括：伊方迪克、蒙泰尔菲勒、潘蓬、大普莱朗、特雷方代勒。

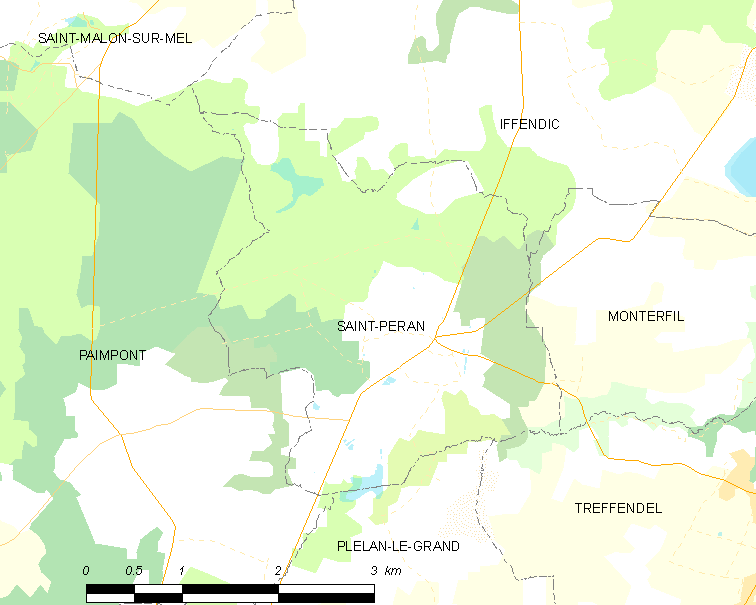
圣佩朗的OSM定位图

圣佩朗的时区为UTC+01:00、UTC+02:00（夏令时）。

## 行政
圣佩朗的邮政编码为35380，INSEE市镇编码为35305。

## 政治
圣佩朗所属的省级选区为默河畔蒙福尔县。

## 人口

1962-2008年间圣佩朗人口变化图示

圣佩朗于2022年1月1日时的人口数量为415人。